# Shkodra Elektronike
Shkodra Elektronike (pronunție în albaneză [ˈʃkɔdɾa ɛlɛktɾɔˈnikɛ]) este un duet de folk electronic din Albania format în 2019 la Shkodër, format din Kolë Laca (pronunție în albaneză [ˈkɔlə ˈlat͡sa] ) și Beatriçe Gjergji (pronunție în albaneză [beaˈtɾit͡ʃɛ ˈɟɛɾɟi] ). Ambii cântăreți dețin atât naționalitate albaneză, cât și italiană. Duetul a reprezentat Albania la Concursul Muzical Eurovision din 2025 cu piesa Zjerm, plasându-se pe locul 8 cu 218 puncte.

## Carieră

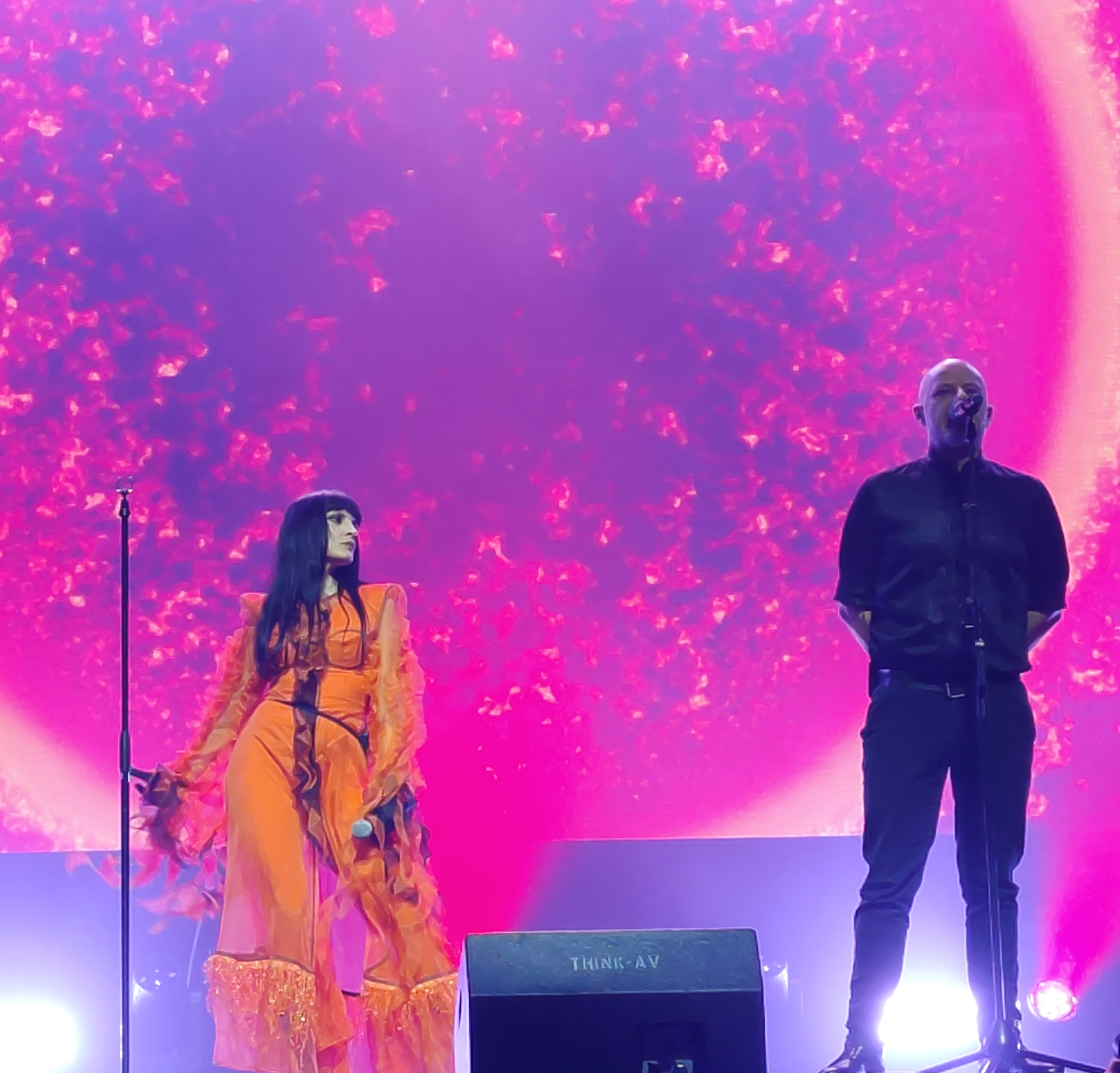
Shkodra Elektronike cântând la Eurovision in Concert în 2025

Duetul este originar din Shkodër, localitate din nordul Albaniei. Cei doi sunt imigranți albanezi care au crescut în Italia și au dublă cetățenie. Au câștigat popularitate în Albania prin lansarea unor single-uri de succes precum „Ku e Gjeta Vedin” și „Synin si Qershia” în 2020. Au început să cânte la diverse festivaluri internaționale.
În 2022, au lansat EP-ul lor de debut, Live @ Uzina, cu „Turtulleshë” drept piesă principală.
În 2024, Shkodra Elektronike a fost selectată să concureze la Festivali i Këngës 63 cu piesa „Zjerm”. Pe 21 decembrie 2024, și-au asigurat un loc în finală, câștigând în cele din urmă festivalul și reprezentând Albania la Concursul Muzical Eurovision 2025. Piesa a primit recenzii foarte pozitive din partea criticilor, iar pentru CNN melodia a fost cea mai bună din punct de vedere calitativ.

## Stil muzical
Muzica Shkodra Elektronike se caracterizează printr-o fuziune de genuri precum muzica electronică, pop și muzica tradițională albaneză. Nucleul muzicii lor este pasiunea pentru reinterpretarea cântecelor tradiționale din Shkodër într-un stil electronic contemporan.

## Discografie

### EP-uri
| Titlu        | Detalii                                                                                          |
| ------------ | ------------------------------------------------------------------------------------------------ |
| Live @ Uzina | - Lansat: 10 martie 2022 - Casă de discuri: Alt Orient - Formate: Descărcare digitală, streaming |
| Shndrit!     | - Lansat: 23 mai 2025 - Casă de discuri: NUDA - Formate: Descărcare digitală, streaming          |

### Single-uri
| Titlu                                         | An   | Album sau EP |
| --------------------------------------------- | ---- | ------------ |
| „Ku e gjeta vedin”                            | 2020 | -            |
| „Synin si qershia”                            | 2020 | -            |
| „Turtulleshë”                                 | 2022 | Live @ Uzina |
| „Vaj si kenka ba dynjaja” (cu Fanfara Tirana) | 2023 | -            |
| „Zjerm”                                       | 2024 | Shndrit!     |